# MeWe
MeWe est un service mondial de médias et réseaux sociaux appartenant à Sgrouples, un groupe basé à Culver City, en Californie. Il a été fondé par Mark Weinstein en 2012. Le service vante son engagement en faveur du respect de la vie privée et du contrôle par l'utilisateur de ses données personnelles. En raison des inquiétudes entourant une éventuelle censure prochinoise de Facebook, le site a également gagné en popularité à Hong Kong en novembre 2020.
L'interface du site a été décrite comme similaire à celle de Facebook, bien que le service se décrive lui-même comme « l’anti-Facebook » en raison de son approche basée sur la confidentialité des données,,.

## Historique
En 1998, Mark Weinstein, auteur et dirigeant d’entreprise, crée SuperGroups.com, un site réseau social en ligne. Le site a été fermé par son principal investisseur en 2001. Réunissant en grande partie la même équipe de direction, Weinstein a créé Sgrouples Inc. en 2011. La nouvelle entreprise était basée à Mountain View, en Californie. Au départ, Sgrouples s'est concentré sur la création d'un site de stockage en ligne nommé MyCloud, où les utilisateurs disposaient de 4 Go de stockage gratuits. Les utilisateurs ont la possibilité de ne voir que la publicité qu'ils choisissant (et s'ils les désirent, le cas échéant), tandis que les utilisateurs qui demandent plus de 4 Go d'espace de stockage se voient facturer des frais. L'interface de programmation d'applications propriétaire de MyCloud n'a pas été publiée pour les développeurs; Au lieu de cela, dans un modèle similaire à celui utilisé par Apple Inc., Sgrouples a autorisé des tiers à concéder une licence pour leur code.
Weinstein a décidé de créer un réseau social avec des contrôles de confidentialité puissants après avoir entendu Mark Zuckerberg, directeur général de Facebook, affirmer que « la confidentialité est une norme sociale du passé ». MeWe a été constituée en tant que filiale de Sgrouples  et est basée à Culver City, en Californie. En 2012, Sgrouples a réuni une équipe de 30 développeurs pour commencer à travailler sur MeWe. L'objectif de Weinstein était de donner aux utilisateurs du site le maximum de confidentialité possible. Au cours des six années suivantes, MeWe a collecté environ 4,8 millions de dollars d’individus fortunés tels que Lynda Weinman, fondatrice de lynda.com ; la créatrice de mode Rachel Roy ; et les auteurs Jack Canfield et Marci Shimoff.
En 2016, MeWe a été élue finaliste du prix « Démarrage de l'année » dans la catégorie « Technologie innovante du monde » à SXSW et a fait du magazine Entrepreneur le top 360 des entreprises entrepreneuriales de l'année.
MeWe a achevé son premier tour de financement en juillet 2018 en levant 5,2 millions de dollars en nouveaux fonds,. La société a commencé à travailler sur la mise à niveau de MeWe et sur une version d'entreprise appelée MeWePRO.

## Plate-forme

### Caractéristiques
En mars 2020, MeWe a déployé un service de vidéos à double caméra, qui permet de prendre des photos de l'intérieur ("selfie") et de l'extérieur. MeWe met également en avant sa "Charte des droits de la vie privée", qui constitue son principal facteur de différenciation avec Facebook.
En 2015, alors que MeWe approchait de la fin de son cycle de test bêta, la presse qualifiait le logiciel de MeWe de « pas si différent de Facebook ». En raison des exigences de confidentialité imposées par Weinstein, les utilisateurs gardaient le contrôle sur les publications que leurs contacts pouvaient voir. Le site conservait une fonctionnalité « aime » similaire à d'autres sites de réseaux sociaux, mais les contacts de l'utilisateur ne sont pas avertis lorsqu'un utilisateur « aime » une publication ou une image. Les utilisateurs n'étaient pas en mesure de publier des messages visibles de tous, et les images ne pouvaient pas être étiquetées. Comme avec MyCloud, les utilisateurs ont conservé le droit de voir quelques publicités, toutes les publicités ou aucune. Les fonctions supplémentaires comprenaient le stockage en ligne (payant), une version « Pro » (disponible moyennant un supplément), la possibilité de créer des pages de fans et un service d'impression de photos (disponible moyennant un supplément).
Le chat en ligne peut avoir lieu entre deux personnes ou plus ou parmi les membres d'un groupe, les discussions en ligne entre personnes ressemblent à celles de la plupart des autres réseaux sociaux et prennent en charge les SMS, les appels vidéo et les appels vocaux. Le « chat secret » est une fonction spéciale de MeWePRO  qui utilise le chiffrement de données pour garantir la confidentialité des discussions (même celles de MeWe). Le chat secret est gratuit pendant les 30 premiers jours. Au-delà, un abonnement est nécessaire. Chaque groupe prend également en charge une fonctionnalité de discussion en ligne.
Le site et l'application MeWe possèdent des fonctionnalités communes à la plupart des réseaux sociaux: les utilisateurs peuvent publier du texte et des images  sur ce que le site appelle leur « flux d'accueil », les utilisateurs peuvent « aimer » les publications des autres à l'aide d'emojis, il existe un ensemble standard de GIF animés, les utilisateurs peuvent créer des groupes spécialisés et une discussion en ligne,. Les utilisateurs ont le contrôle sur la manière dont les publications apparaissent dans leur fil d’accueil (chronologique, commenté récemment, etc.). Les messages réglés sur « privé » ne peuvent être consultés que par les autres utilisateurs figurant dans la liste de contacts d'une personne, pendant que les publications sur « public » apparaissent à tout le monde. Cette dernière fonctionnalité a été ajoutée après octobre 2018, lorsqu'une vague d'utilisateurs de Google+ a « migré » vers MeWe. Les utilisateurs peuvent également choisir de n'autoriser que des sous-ensembles de contacts à consulter leurs publications Home Feed. Contrairement à la plupart des sites de médias sociaux, MeWe ne prévient pas les utilisateurs lorsque leurs contacts publient des publications. La fonctionnalité « contenu en train de disparaître » de MeWePRO  permet au contenu ou aux publications de l'utilisateur de s'afficher pendant un certain temps (au choix de l'utilisateur), puis d'être supprimés du site.
Les utilisateurs peuvent créer des groupes. Les groupes peuvent être privés (le groupe est vu uniquement par ses membres, et la seule façon de rejoindre le groupe est de demander à un membre existant d'envoyer une invitation), Sélectif (l'utilisateur peut voir et tenter de rejoindre le groupe, mais l'approbation du propriétaire du groupe ou d'un administrateur est requise), et Open (tout utilisateur peut voir et rejoindre le groupe).  Les propriétaires de groupe et les administrateurs ont le choix de répertorier le groupe dans le « répertoire de groupe » de MeWe. MeWe a signalé en juin 2018 que le site comptait déjà 90 000 groupes actifs, dont 60 000 étaient « publics » et ouverts à tous les utilisateurs.
« Privacy Mail » est une autre caractéristique de MeWe. Il est similaire à la version autonome de Facebook Messenger application pour Android et iOS.
MeWe fournit à chaque utilisateur 8 Go de stockage en ligne gratuit pour les images, vidéos et éléments similaires. Jusqu'à 500 Go de stockage sont disponibles moyennant un supplément.
En décembre 2018, MeWe était disponible dans sur Macintosh et Windows, ainsi que dans une application mobile pour les appareils fonctionnant sous Android ou iOS. Il était également disponible en anglais et dans neuf autres langues.
La version pour application mobile de MeWe contient également un « appareil photo personnalisé », qui utilise l'appareil photo du téléphone portable de l'utilisateur pour prendre des images et des vidéos et les importer dans MeWe.

### Conditions d'utilisation
Le contrat de service de MeWe contient une « Charte des droits de la vie privée » dans laquelle la société s'engage à ne jamais exploiter les données ou les contenus de l'utilisateur, ni à filtrer le fil d'accueil de quelque manière que ce soit, à l'exception de celle choisie par l'utilisateur. Une clause de « pilule empoisonnée » dans l'accord interdit à MeWe de modifier les conditions de service sans alerter préalablement les utilisateurs.
Dans son accord d'utilisation, MeWe s'engage à ne jamais utiliser de cookies  ni de logiciels espions  pour générer du contenu utilisateur, et à ne pas suivre l'activité de l'utilisateur de quelque manière que ce soit ni vendre ses données à un tiers.
Contrairement à de nombreux autres réseaux et réseaux sociaux, MeWe ne revendique pas la propriété du contenu généré par l'utilisateur. Les utilisateurs ont le droit de télécharger et de supprimer complètement toutes leurs données lors de la fermeture de leur compte.

## Gouvernance d'entreprise
Mark Weinstein est le fondateur et chef de la direction de MeWe.
Parmi les conseillers de MeWe figurent Sir Tim Berners-Lee ,, père du World Wide Web, et le cinéaste Cullen Hoback .

### Modèle économique
MeWe se dit « alternative à Facebook » et souligne son engagement en faveur de la protection de la vie privée.
MeWe s'engage, dans ses conditions de service, à demeurer un service gratuit,. Le modèle commercial de MeWe ne repose pas sur les revenus de l'exploration de données ou de la publicité. MeWe génère des revenus grâce au « chat secret », aux frais de stockage supplémentaires et à la vente d’ emojis personnalisés. En juin 2018, MeWe a déclaré que son activité générait déjà des revenus provenant du service d'entreprise MeWePRO et générerait à l'avenir des revenus provenant de « MeWe Pages », un complément payant du service.
MeWe a franchi la barre des quatre millions de membres à la mi-mars 2019.

## Base d'utilisateurs et contenu

### États-Unis
Bien que MeWe ne se soit pas positionné intentionnellement comme un réseau social pour les conservateurs, , Mashable a noté en novembre 2020 que sa base d'utilisateurs actifs avait une tendance conservatrice. Le choix de ne pas modérer les fausses informations sur la plateforme a attiré les conservateurs qui estimaient que les réseaux sociaux traditionnels censuraient leurs posts, ainsi que les utilisateurs qui ont été exclus de ces plateformes,,. MeWe était considéré comme une plateforme alt-tech,.
Peu après l'élection présidentielle américaine de 2020, MeWe et d'autres plateformes alt-tech ont connu une vague d'inscriptions de partisans de Donald Trump à la suite des mesures de répression contre la désinformation liée à l'élection et contre la promotion de la violence sur les réseaux sociaux traditionnels,. Le 11 novembre, MeWe était la deuxième application gratuite la plus téléchargée sur l'App Store, derrière l’autre réseau social alt-tech Parler. MeWe et d'autres réseaux alt-tech ont à nouveau connu un pic de popularité peu après la prise d'assaut du Capitole des États-Unis le 6 janvier 2021, mais cette popularité a diminué peu après, les téléchargements ayant chuté de plus de 80 % entre janvier et février 2021.
Le 22 janvier 2021, le PDG de MeWe a déclaré lors d'une interview avec NPR que « MeWe prend au sérieux le fait de mettre des limites à ce que les gens peuvent dire » et que lui-même n'aime pas les sites ou « tout est permis », décrivant ces sites comme « écœurants ». Il a également déclaré que MeWe allait engager davantage de personnel chargé de la modération. Lors de ce reportage, NPR a noté que les règles établies par MeWe sont encore « plus souples que celles de Facebook et Twitter » et que MeWe n'avait pas encore interdit les groupes dédies à QAnon.

### Hong Kong
MeWe a gagné en popularité à Hong Kong en novembre 2020, les utilisateurs ayant quitté Facebook en raison des inquiétudes liées à une éventuelle censure et modération prochinoise,. La popularité de MeWe à Hong Kong a été attribuée à la suspicion de la ville vis-à-vis des plateformes empêchant toute restriction à l'égard de la liberté d'expression, après que le gouvernement chinois eut imposé d'importantes restrictions relatives à la liberté d'expression après les manifestations de 2019-20, notamment la loi sur la sécurité nationale de Hong Kong.
Les communautés MeWe à Hong Kong s'expriment généralement sur leur vie quotidienne, les spécialistes des réseaux sociaux à Hong Kong déclarant qu'ils n'ont pas constaté de contenu extrémiste dans les communautés qu'ils animent.

## Accueil
Selon Google Play, MeWe était la meilleure application de médias sociaux dans son magasin en décembre 2018  MeWe a annoncé une croissance de 300% du nombre d'utilisateurs en 2018. La société a déclaré qu'elle ajoutait 30 000 membres chaque jour. Cela est probablement dû principalement au fait que le site fasse de la publicité sur Google+, ce dernier ayant récemment subi une vol de données qui a poussé Google à mettre fin au service.
Dans un article de 2015 sur le service bêta-test de MeWe, l'écrivain britannique John Leonard a qualifié MeWe de « bien conçu et plutôt intuitif ». Il existe également une application qui fonctionne de manière raisonnablement fluide. Mais il s'est demandé si le modèle commercial de l'entreprise était viable. Andrew Orr, qui a examiné le site en avril 2018, a estimé que le service était bon, mais qu'il ne présentait aucun avantage par rapport aux sites de médias sociaux existants. Cela, a-t-il estimé, rendrait difficile pour MeWe d'attirer des utilisateurs.
Les scientifiques, experts en communication, Rachel Alter, Tonay Flattum-Riemers, et Lucky Tran ont exprimé des préoccupations au sujet des normes rigoureuses en matière de protection des données personnelles de MeWe parce que, disent-ils, les normes offrent une place pour la controverse sur les vaccins et d' autres formes de négationnismes partisans à se rassembler sans craindre la menace de la censure. Ils peuvent également créer un effet de « chambre d'écho » qui ne peut être violé ni par le réseau social, ni par les professionnels de la santé publique, ni par ceux qui ont une autre opinion.